# SSO-A
SSO-A je sdílená mise, při které bylo vypuštěno 64 satelitů od 34 různých klientů, které mířily na heliosynchronní dráhu ve výšce 575 km. Byl to první start SpaceX pro společnost Spaceflight Industries, která zajišťuje starty sdílených misí. Malé satelity létají většinou jako sekundární náklad při vynášení velkých družic. Pro Spaceflight to bylo poprvé, kdy malé satelity tvořily primární náklad rakety tak velké jako Falcon 9.
SSO-A vynesla nosná raketa Falcon 9 Block 5 společnosti SpaceX. Byl použit již dvakrát letící první stupeň B1046. Startoval z kalifornské rampy SLC-4E a první stupeň provedl přistání na mořskou plošinu JRTI, která se ale nacházela jen přibližně 45 km od pobřeží (obvykle je vzdálená 400 až 500 km). Stupeň totiž byl schopný návratu na pevninskou plochu LZ-4, ale z důvodu příprav rakety Delta IV Heavy s družicí NROL-71 na rampě SLC-6 byl přelet přistávajícího prvního stupně přes SLC-6 vyhodnocen jako rizikový. Statický zážeh před letem proběhl 16. listopadu 2018 kolem 06:00 SEČ.

## Seznam satelitů
Náklad tvořilo celkem 64 satelitů, z toho 15 mikrosatelitů a 49 Cubesatů. Většina satelitů byla umístěna na dvou prstencích, které se po vynesení oddělily od druhého stupně a satelity uvolňovaly při samostatném letu. Přímo na druhém stupni byly usazeny čtyři satelity.
| Název                     | Velikost                                             | Organizace                                                       | Stát               |
| ------------------------- | ---------------------------------------------------- | ---------------------------------------------------------------- | ------------------ |
| AISTechSat                | 6U Cubesat                                           | Access to Intelligent Space Technologies                         | Španělsko          |
| Al Farabi-2               | Cubesat                                              | Kazašská národní univerzita Al-Fárábího                          | Kazachstán         |
| Astrocast                 | 3U Cubesat                                           | Astrocast                                                        | Švýcarsko          |
| Audacy Zero               | 3U Cubesat                                           | Audacy                                                           | USA                |
| BeeSat-5                  | 0,25 Cubesat                                         | Technická univerzita Berlín                                      | Německo            |
| BeeSat-6                  | 0,25 Cubesat                                         | Technická univerzita Berlín                                      | Německo            |
| BeeSat-7                  | 0,25 Cubesat                                         | Technická univerzita Berlín                                      | Německo            |
| BeeSat-8                  | 0,25 Cubesat                                         | Technická univerzita Berlín                                      | Německo            |
| BlackSky-2                | mikrosatelit (55 kg)                                 | BlackSky Global                                                  | USA                |
| BRIO                      | 3U Cubesat                                           | SpaceQuest                                                       | USA                |
| Capella-1                 | mikrosatelit (37 kg)                                 | Capella Space                                                    | USA                |
| Centauri-2                | 3U Cubesat                                           | Fleet Space Technologies                                         | Austrálie          |
| COPPER                    | Cubesat                                              | Univerzita v Saint Luis                                          | USA                |
| CSIM-FD                   | Cubesat                                              | Univerzita v Boulderu                                            | USA                |
| Eaglet-1                  | 3U Cubesat                                           | OHB Italia SpA                                                   | Itálie             |
| Elysium Star-2            | 1U Cubesat                                           | Elysium Space                                                    | USA                |
| ESEO                      | mikrosatelit (50 kg)                                 | Evropská kosmická agentura                                       | Evropa             |
| Eu:CROPIS                 | minisatelit (230 kg)                                 | Německé středisko pro letectví a kosmonautiku                    | Německo            |
| eXCITe                    | Satlets (nová nízkonákladová satelitní architektura) | DARPA                                                            | USA                |
| ExseedSat-1               | 1U Cubesat                                           | Exseed Space                                                     | Indie              |
| FalconSat-6               | minisatelit (181 kg)                                 | Akademie letectva Spojených států amerických                     | USA                |
| Flock-3                   | 3U Cubesat                                           | Planet Labs                                                      | USA                |
| Fox-1C                    | 1U Cubesat                                           | AMSAT                                                            |                    |
| Hawk                      | formace tří mikrosaletitů (každý 13,4 kg)            | HawkEye 360                                                      | USA                |
| Hawk                      | formace tří mikrosaletitů (každý 13,4 kg)            | HawkEye 360                                                      | USA                |
| Hawk                      | formace tří mikrosaletitů (každý 13,4 kg)            | HawkEye 360                                                      | USA                |
| Hiber-2                   | 6U Cubesat                                           | Hiber Global                                                     | Nizozemsko         |
| ICE-Cap                   | 3U Cubesat                                           | Námořnictvo Spojených států amerických                           | USA                |
| ICEYE-X2                  | mikrosatelit (méně než 100 kg)                       | Iceye                                                            | Finsko             |
| ITASAT-1                  | 6U Cubesat                                           | Instituto Tecnológico de Aeronáutica                             | Brazílie           |
| JY1-Sat                   | 1U Cubesat                                           | studenti z více univerzit                                        | Jordánsko          |
| KazSTSAT                  | mikrosatelit (přibližně 100 kg)                      | Ghalam LLP                                                       | Kazachstán         |
| KNACKSAT                  | 1U Cubesat                                           | King Mongkut's University of Technology North Bangkok            | Thajsko            |
| Landmapper-BC/Corvus BC 4 | 6U Cubesat                                           | Astro Digital                                                    | USA                |
| MinXSS-2                  | 3U Cubesat                                           | University of Colorado at Boulder                                | USA                |
| NEXTSat-1                 | mikrosatelit (přibližně 100 kg)                      | Korea Advanced Institute of Science and Technology               | Jižní Korea        |
| Orbital Reflector         | 3U Cubesat                                           | Nevadské muzeum umění a umělcec Trevor Paylon                    | USA                |
| ORS-7A                    | 6U Cubesat                                           | USCG, DHS, DOD, NOAA                                             | USA                |
| ORS-7B                    | 6U Cubesat                                           | USCG, DHS, DOD, NOAA                                             | USA                |
| PW-Sat 2                  | 2U Cubesat                                           | Varšavská politechnika                                           | Polsko             |
| RAAF-M1                   | 3U Cubesat                                           | Australská akademie obranných sil, Královské australské letectvo | Austrálie          |
| RANGE-A                   | 1,5U Cubesat                                         | Georgijský technický institut                                    | USA                |
| RANGE-B                   | 1,5U Cubesat                                         | Georgijský technický institut                                    | USA                |
| ROSE-1                    | 6U Cubesat                                           | Phase Four                                                       | USA                |
| SeaHawk                   | 3U Cubesat                                           | Univerzita v Severní Karolíně                                    | USA                |
| SeaHawk                   | 3U Cubesat                                           | Univerzita v Severní Karolíně                                    | USA                |
| See Me                    | mikrosatelit (přibližně 22 kg)                       | DARPA                                                            | USA                |
| SkySat-14                 | mikrosatelit (100 kg)                                | Planet of San Francisco                                          | USA                |
| SkySat-15                 | mikrosatelit (100 kg)                                | Planet of San Francisco                                          | USA                |
| SNUGLITE                  | 2U Cubesat                                           | Národní univerzita v Soulu                                       | Jižní Korea        |
| SpaceBEE                  | 0,25U Cubesat (čtyři tvořily jeden 1U Cubestat)      | Swarm Technologies                                               | USA                |
| SpaceBEE                  | 0,25U Cubesat (čtyři tvořily jeden 1U Cubestat)      | Swarm Technologies                                               | USA                |
| SpaceBEE                  | 0,25U Cubesat (čtyři tvořily jeden 1U Cubestat)      | Swarm Technologies                                               | USA                |
| SpaceBEE                  | 0,25U Cubesat (čtyři tvořily jeden 1U Cubestat)      | Swarm Technologies                                               | USA                |
| STPSat-5                  | minisatelit                                          | Ministerstvo obrany Spojených států amerických                   | USA                |
| THEA                      | 3U Cubesat                                           | SpaceQuest                                                       | USA                |
| VESTA                     | 3U Cubesat                                           | Surrey Satellite Technology                                      | Spojené království |
| VisionCube-1              | 2U Cubesat                                           | Korea Aerospace University                                       | Jižní Korea        |
| ZACube-2                  | 3U Cubesat                                           | Cape Peninsula University of Technology                          | Jižní Afrika       |